# Радославці
Радославці (словен. Radoslavci) — поселення в общині Лютомер, Помурський регіон, Словенія. Висота над рівнем моря: 191,5 м.